# دانييل ميراندا
دانييل ميراندا (بالإسبانية: Daniel Guzmán Miranda)‏ (28 يونيو 1992 غوادالاخارا المكسيك - ) هو لاعب كرة قدم مكسيكي يلعب كمهاجم.

## وصلات خارجية
- دانييل ميراندا على موقع Soccerway.com (الإنجليزية)